# Salvation (serie de televisión)
Salvation es una serie de televisión estadounidense de suspenso dramático, que emitió los 13 episodios de su primera temporada, a partir del 12 de julio de 2017. El tráiler oficial fue lanzado el 10 de mayo de 2017. El 18 de octubre de 2017, CBS renovó la serie para una segunda temporada de 13 episodios, que se estrenó el 25 de junio de 2018.
El 20 de noviembre de 2018, CBS canceló la serie tras dos temporadas.

## Sinopsis
El show se centra en las ramificaciones del descubrimiento de un asteroide que afectará la Tierra apenas seis meses después e intenta prevenir el impacto.

## Elenco y personajes
- Santiago Cabrera como Darius Tanz.[7]
- Jennifer Finnigan como Grace Barrows.[8]
- Charlie Rowe como Liam Cole.[9]
- Jacqueline Byers como Jillian Hayes.[9]
- Rachel Drance como Zoe Barrows.[10]
- Shazi Raja como Amanda Neel.[10]
- Ian Anthony Dale como Harris Edwards.[11]

### Recurrente
- Dennis Boutsikaris como Malcolm Croft, profesor del MIT y mentor de Liam [12]
- Erica Luttrell como Claire Rayburn, [13] asesora principal y más tarde jefa de gabinete de la Casa Blanca del presidente Monroe Bennett.
- Tovah Feldshuh como Pauline Mackenzie, la presidenta de los Estados Unidos.
- Josette Jorge como Karissa (temporada 1), asistente de Darius.
- Sasha Roiz como Monroe Bennett, vicepresidente y más tarde presidente de los Estados Unidos.
- Mark Moses como Hugh Keating, el padre de Grace y exagente de la CIA.
- Brian Markinson como Randall Calhoun (temporada 1), el Secretario de Defensa de los Estados Unidos que luego es despedido por el presidente Mackenzie y reemplazado por Harris Edwards.
- Jeffrey Nordling como Daniel Hayes (temporada 1), el padre de Jillian y librero.
- John Noble como Nicholas Tanz, [12] tío de Darius y presidente de la junta directiva de Tanz Industries.
- Raven Dauda (temporada 1) como la secretaria de Harris.
- Autumn Reeser como Theresa (temporada 1), [14] también conocida como Tess, el primer amor de Darius.
- André Dae Kim como Dylan Edwards (recurrente en la temporada 1, invitado en la temporada 2), hijo de Harris y miembro de la organización de hackers RE/SYST.
- Taylor Cole como Fiona Lane (invitada temporada 1; recurrente temporada 2), [15] una camarera con quien Harris Edwards tiene un romance, pero que luego se revela que tiene una conexión con los planes de Darius para salvar a la humanidad.
- Madison Smith como Nate Ryland (temporada 2), un compañero de trabajo, y luego amigo, de Jillian en la Casa Blanca.
- Jonathan Silverman como Roland Kavanaugh (temporada 2), [15] el abogado de la Casa Blanca.
- Anjali Jay como la Dra. Rosetta Stendahl (temporada 2), [16] una vieja amiga de Darius y una científica brillante. Se une a Darius y lidera el proyecto para preparar un cañón de riel destinado a ayudar a desviar el asteroide.
- Luke Arnold como Bass Shepherd (temporada 2), el líder espiritual de Children of Planet Earth (COPE), un grupo de apoyo al que se une Jillian.
- Manoj Sood como el Dr. Chandra (temporada 2), un especialista internacional en dinámica orbital y teoría general de perturbaciones.
- James Lesure como Trey Thompson (temporada 2), un congresista de dos mandatos y ex piloto de la NASA que luego es nombrado vicepresidente de Tanz.

## Episodios

### Primera temporada (2017)
| N.º en serie | N.º en temp. | Título                        | Dirigido por            | Escrito por                                                                     | Fecha de emisión original | Audiencia (millones) |
| --- | ------------ | ----------------------------- | ----------------------- | ------------------------------------------------------------------------------- | ------------------------- | -------------------- |
| 1 | 1            | «Pilot»                       | Juan Carlos Fresnadillo | Historia por: Matt Wheeler Guion por: Liz Kruger y Craig Shapiro y Matt Wheeler | 12 de julio de 2017       | 4,90                 |
| Liam Cole, un graduado del MIT, descubre un asteroide que se dirige hacia la Tierra. Después de informar a su instructor, que luego desaparece, obtiene la ayuda de Darius Tanz, un científico multimillonario. Más tarde, los dos hablan con Harris Edwards, el subsecretario de Defensa, quien les dice que el gobierno de los Estados Unidos ya está al tanto y planea mantener en secreto la información sobre el asteroide. Liam y Darius son informados del plan que tiene el gobierno para detener el asteroide y se dan cuenta de que el plan no funcionará. Darius luego comienza a poner en marcha su propio plan. Darius luego obtiene el apoyo de Grace Barrows, la secretaria de prensa del Pentágono, después de que ella también descubre que el plan del gobierno fracasó. Mientras tanto, Liam regresa con su novia en su ciudad natal de Boston, pero finalmente decide ayudar a Darius después de tener dudas. |              |                               |                         |                                                                                 |                           |                      |
| 2 | 2            | «Another Trip Around the Sun» | Ken Fink                | Corey Miller                                                                    | 19 de julio de 2017       | 4,28                 |
| Tras el fracaso del último plan, el Departamento de Defensa comienza a buscar una nueva estrategia. Darius recibe financiación del gobierno de los EE. UU. para su nueva idea, que implica un motor electromagnético. Mientras tanto, después de que un empleado del Pentágono es encontrado muerto en su residencia, Amanda, una periodista, considera sospechoso que no se haya realizado una autopsia y comienza a investigar en qué estaba trabajando. Liam tiene la tarea de encontrar a su instructor del MIT desaparecido, a quien encuentra más tarde cuando su investigación es necesaria para el plan de Darius. Además, Grace casi es arrestada por la policía militar después de autorizar una transferencia ilegal de uranio, que también es necesario para el plan de Darius, desde una instalación clasificada de máxima seguridad. |              |                               |                         |                                                                                 |                           |                      |
| 3 | 3            | «Truth or Darius»             | Stuart Gillard          | Gavin Johannsen y Dennis Saldua                                                 | 26 de julio de 2017       | 3,87                 |
| Darius sólo tiene seis días para demostrar que su motor electromagnético funcionará. Dylan Edwards, el hijo de Harris, es arrestado después de una protesta pacífica en la que se volvió violento. Liam y Malcolm, el profesor de Liam, encuentran una frecuencia coincidente. La compañía de Darius construye un prototipo del motor electromagnético, que finalmente falla. Grace va a espaldas de Harris en un intento de conseguir que Claire Rayburn, asesora principal de la Casa Blanca, apruebe un retraso en el plan del Departamento de Defensa. El motor electromagnético se destruye en su primera prueba. Jillian Hayes, una escritora de ciencia ficción y el interés amoroso de Liam, recibe una oferta de trabajo de Darius, que ella acepta y se muda a D.C. El presidente da la orden de seguir adelante con el plan original. Darius parece hackear la NASA, lo que hace que el plan no avance. Amanda resulta herida durante un atropello y fuga. |              |                               |                         |                                                                                 |                           |                      |
| 4 | 4            | «The Human Strain»            | Greg Beeman             | Mike Werb                                                                       | 2 de agosto de 2017       | 3,61                 |
| Tras el fallido intento de lanzamiento para destruir el asteroide, Darius desaparece. El Departamento de Defensa allana su edificio de oficinas. Más tarde lo encuentran en un aeropuerto y lo arrestan bajo sospecha de alta traición. Jillian tiene la tarea de ayudar a un equipo en una búsqueda para encontrar las "160 personas perfectas" necesarias para un intento de colonizar el planeta Marte, lo que resulta difícil. Malcolm intenta reconstruir la unidad electromagnética destruida. En una sala de interrogatorios, Darius le deja a Grace una pista que la lleva a ella y a Liam a un complejo que se encuentra en medio del bosque. En el complejo encuentran un cohete llamado "Salvación", junto con el uranio que falta. En la parte trasera de un juego de arcade, Liam encuentra una placa base, que cuando se enciende conecta el servidor a la NASA. Liam desconecta el servidor y la NASA recupera el control de la sonda, lo que demuestra la inocencia de Darius. Sin embargo, como la sonda viaja demasiado cerca de Júpiter, se pierde debido a la atracción gravitatoria. Más tarde se revela que Lazlow, el jefe de seguridad de Darius, fue quien llevó a cabo el ataque. Al llegar para arrestarlo, se descubre que se suicidó. Mientras tanto, Liam y Malcolm logran poner en funcionamiento el prototipo de la unidad electromagnética.                                              |              |                               |                         |                                                                                 |                           |                      |
| 5 | 5            | «Keeping the Faith»           | Jennifer Lynch          | Angela Harvey                                                                   | 2 de agosto de 2017       | 3,61                 |
| El prototipo, que ya funciona, se traslada a unas instalaciones más grandes para realizar pruebas. El gobierno decide retirar la financiación otorgada a la empresa de Darius. Amanda se despierta en el hospital y le informan de que ha sufrido una conmoción cerebral leve. El transporte con el disco duro está preparado y el conductor muere. Los tiradores se llevan el disco duro y toman como rehenes a Liam y Malcolm. Mientras tanto, Amanda es dada de alta del hospital y su supervisor la saca de la historia en la que estaba trabajando antes del accidente. Después de que Malcolm se resbala accidentalmente, Liam descubre que Malcolm es el topo que ha estado dentro de la empresa de Darius y participó en la trampa. Darius y Grace también son informados después de una coincidencia de reconocimiento facial. Más tarde, Malcolm revela que está trabajando en secreto con el gobierno ruso. Amanda continúa trabajando en secreto en la historia y recibe una pista importante de una persona anónima. Se revela que Malcolm es quien mató a Lazlow. Liam logra liberarse y adquirir un arma, que se ve obligado a usar para dispararle a Malcolm y a su cómplice. Un equipo antiterrorista llega al aeropuerto demasiado tarde para impedir que se lleve a cabo el viaje. |              |                               |                         |                                                                                 |                           |                      |
| 6 | 6            | «Chip Off the Ol' Block»      | Russell Fine            | Blake Taylor                                                                    | 9 de agosto de 2017       | 3,11                 |
| El ejército de los EE. UU. cortó oficialmente todos los lazos con la compañía de Darius luego del informe de la pérdida de la unidad. Grace es informada por su contacto ruso de que la unidad fue robada como represalia por el Proyecto ATLAS. Cuando el lugar en Siberia donde estaba almacenada la unidad queda atrapado en una tormenta, el Departamento de Defensa solo tiene 36 horas para planificar un intento de recuperarla. Darius y Liam viajan a Londres en un intento de obtener material para una nueva unidad. Jillian visita a Amanda y le confía sus preocupaciones sobre Liam, y Amanda comparte su investigación con Jillian. Después de que ella lo confronta, Liam finalmente le cuenta a Jillian sobre el asteroide en curso de colisión con la Tierra. Harris, Liam, Darius y Grace comienzan a planificar una extracción secreta para recolectar un elemento clave necesario para construir una nueva unidad. Sin embargo, en medio de la extracción, son emboscados por el ejército ruso. Además, Liam se ve obligado a regresar a una casa vacía cuando Jillian decide regresar a Boston. |              |                               |                         |                                                                                 |                           |                      |
| 7 | 7            | «Seeing Red»                  | Robert Duncan McNeill   | Christina M. Walker                                                             | 16 de agosto de 2017      | 2,91                 |
| Rusia comienza a amenazar a los Estados Unidos con una guerra nuclear. Darius y Liam construyen un nuevo motor, sin embargo, no pueden lanzarlo sin "iniciar la Tercera Guerra Mundial". Zoe Barrows, la hija de Grace, comienza a investigar al hijo de Harris después de que Grace le dice a Zoe que ella y Harris están saliendo. Jillian regresa a su casa en Boston y le dice a su padre que renunció a su trabajo y se mudará de regreso, y descubre que está comprometido. Darius y Grace viajan a Rusia con la esperanza de resolver los problemas diplomáticos. En Rusia, Grace informa a su contacto sobre el asteroide en un intento de obtener una reunión con un funcionario ruso de alto rango. Con Grace fuera de la red, Harris comienza a buscarla. Darius descubre que la lluvia de meteoritos rusa anterior de 2013 era un arma creada usando su tecnología bajo el título provisional "Proyecto ATLAS". Grace consigue una reunión con el ministro de Defensa ruso. Harris se entera por Liam que Darius y Grace están en Moscú. Darius y Grace planean reunirse con el ministro de Defensa, pero el auto enviado para que los busquen explota antes de que entren. Regresan a su hotel y encuentran al informante de Grace muerto, y se van justo antes de que llegue la policía. Harris es informado de que Grace fue quien tomó el uranio y suspendió inmediatamente su autorización de seguridad. |              |                               |                         |                                                                                 |                           |                      |
| 8 | 8            | «From Russia, With Love»      | Nick Gomez              | Dennis Saldua                                                                   | 16 de agosto de 2017      | 2,91                 |
| Tras el asesinato del informante de Grace, se lleva a cabo una cacería humana en Rusia para Darius y Grace, quienes falsifican sus identidades en un intento de escapar. Darius le informa a Liam que si no logran salir de Rusia, deberá acelerar el proceso de selección 160. Grace y Darius finalmente deciden entregarse en el aeropuerto ruso. Harris informa a Randall Calhoun, Secretario de Defensa, sobre la ubicación de Darius y Grace, quien luego dice que están solos. Darius y Grace son llevados a un lugar desconocido en Rusia, donde luego encuentran a Malcolm, quien sobrevivió al disparo de Liam. Malcolm les dice que la única forma en que podrá detener el asteroide es trabajando con Rusia. Dylan comienza a investigar a Zoe después de que ella le envía una solicitud de amistad en Facebook. Darius y Grace finalmente se reúnen con el ministro de defensa, quien acepta presentar su propuesta al ejército ruso. Zoe se comunica con Dylan y los dos finalmente se conocen. El ministro de defensa ruso luego les dice a Darius y Grace que su propuesta ha sido aceptada. Después de regresar a los Estados Unidos, Grace es arrestada por violar la Ley Logan; sin embargo, luego es liberada. Además, Jillian regresa a D.C. después de que Liam y su abuelo la convencen de hacerlo.                                                                                                |              |                               |                         |                                                                                 |                           |                      |
| 9 | 9            | «Patriot Games»               | Maja Vrvilo             | Gavin Johannsen                                                                 | 23 de agosto de 2017      | 3,13                 |
| Grace es atacada y casi asesinada en su casa; sin embargo, logra matar al atacante. Amanda recibe un sobre sin marcar con una memoria USB que contiene archivos sobre el Proyecto ATLAS. Comienza la colaboración entre los gobiernos de Estados Unidos y Rusia en un intento de lanzar la unidad. Amanda publica los archivos en línea, lo que hace que el gobierno ruso cancele el acuerdo conjunto. El presidente niega todas las afirmaciones hechas por la prensa, lo que obliga a Amanda a salir a buscar una fuente confiable. La Policía del Pentágono de los Estados Unidos llega a la empresa de Darius para confiscar la unidad. Darius acepta dejar constancia de ello en nombre de Amanda siempre que ella lo ponga en contacto con un equipo de resistencia clandestino. La NASA lanza la unidad, pero Rusia lanzamisiles desde aguas internacionales, destruyéndola antes de que pueda alcanzar el asteroide. Darius revela que le dio a la NASA una unidad falsa y logra que el equipo clandestino acepte bloquear todos los satélites de Rusia. Esto le da a Darius la oportunidad de lanzar la unidad por su cuenta, que alcanza la órbita con éxito. |              |                               |                         |                                                                                 |                           |                      |
| 10 | 10           | «Coup de Grace»               | Dan Lerner              | Angela Harvey                                                                   | 30 de agosto de 2017      | 3,44                 |
| Cuando intentan conseguir una reunión con el presidente, Darius y Grace se enteran de que el presidente está enfermo. Darius decide hacer pública la historia de Amanda y verificarla afirmando ser su fuente. Más tarde, el Servicio Secreto encuentra a Darius y Grace y les dice que el presidente desea reunirse con ellos. El presidente sigue negando cualquier conocimiento del Proyecto ATLAS. Darius le informa al presidente que la persona responsable de atacar a Grace trabaja dentro de la Casa Blanca. Grace decide contarle a Zoe sobre el asteroide, pero cuando visita su lugar de trabajo, se le informa que Zoe ha renunciado. Grace rastrea a Zoe y la encuentra con Dylan. El presidente le dice a Harris que está despidiendo al Secretario de Defensa y promoviéndolo a Secretario de Defensa interino. Darius y Liam descubren que el gobierno ha pirateado la unidad, que planea colisionarla con el asteroide, lo que haría que fragmentos de ella cayeran sobre Rusia y China, destruyendo ambos países. La junta directiva de la empresa de Darius realiza una votación y lo destituye como director ejecutivo. En medio de un anuncio público, el presidente se derrumba y luego muere. El vicepresidente presta juramento como nuevo presidente. |              |                               |                         |                                                                                 |                           |                      |
| 11 | 11           | «All In»                      | Ed Ornelas              | Corey Miller                                                                    | 6 de septiembre de 2017   | 3,45                 |
| Grace le informa a Harris que su hija y su hijo tienen una relación sentimental. La junta directiva de la empresa de Darius exige una auditoría para averiguar qué pasó con los mil millones de dólares desaparecidos. Mientras tanto, Amanda está decidida a averiguar qué iba a decir el presidente en su discurso sobre el Estado de la Unión antes de morir. El nuevo presidente le encarga a Harris que destruya al grupo pirata informático clandestino RE/SYST's sede y hace estallar el edificio. Más tarde se informó de que se recuperaron seis cadáveres. |              |                               |                         |                                                                                 |                           |                      |
| 12 | 12           | «The Wormwood Prophecy»       | Greg Prange             | Mike Werb                                                                       | 13 de septiembre de 2017  | 3,51                 |
| Cuando se descubre que el asteroide está hecho de un material diferente al que se pensaba originalmente, se demuestra que el motor no funcionará como estaba previsto. Darius y Harris trazan un plan para recuperar el control. Zoe regresa a casa y le dice a Harris que su hijo murió en el bombardeo. Liam y Jillian comienzan a reducir la lista de candidatos finales para llenar los 160 puestos necesarios en el intento de iniciar una colonia humana autosuficiente en Marte. Harris considera sospechoso que no se realice una autopsia al cuerpo del presidente y planea hacer una él mismo. Amanda encuentra otro borrador del discurso del presidente, pero este está encriptado. Después de traducir con éxito el discurso, sabe que un asteroide se dirige hacia la Tierra. Al desenterrar la tumba del presidente, todo lo que se encuentra es un ataúd vacío. Grace finalmente le cuenta a Zoe sobre el asteroide. Harris comienza a cavar más profundamente en la tumba del presidente y descubre que todavía está viva. En el proceso de enviar un correo electrónico sobre el asteroide, el edificio de oficinas de Amanda se infiltra. Tanto Amanda como su jefe reciben disparos, pero Amanda consigue pulsar el botón de "enviar". La oficina es incendiada. |              |                               |                         |                                                                                 |                           |                      |
| 13 | 13           | «The Plot Against America»    | Stuart Gillard          | Liz Kruger y Craig Shapiro                                                      | 20 de septiembre de 2017  | 3,13                 |
| El grupo de resistencia clandestino bombardea un barco militar estadounidense frente a la costa de Florida utilizando el software de Darius. Sin embargo, se hizo parecer que los submarinos rusos realizaron el ataque. Harris y Grace comienzan a idear un plan para que el presidente presuntamente muerto sea reinstalado en el cargo. Después de la muerte de Amanda, Darius y Liam se reúnen con el grupo de resistencia clandestino. Darius acepta darles su supercomputadora y, a cambio, le otorgan el control de la unidad. Claire acorrala a Harris en un estacionamiento y amenaza con matarlo, pero Grace le dispara antes de que pueda hacerlo. Harris logra que se restablezca el poder del presidente presuntamente muerto. Luego, la presidenta hace su declaración inicial con la intención de informar a los ciudadanos de los Estados Unidos sobre el impacto del asteroide. NORAD interrumpe la transmisión con su propia declaración sobre los misiles nucleares rusos que se dirigen hacia el área de DC. Esto hace que Darius ponga inmediatamente en acción su plan 160. |              |                               |                         |                                                                                 |                           |                      |

### Segunda temporada (2018)
| N.° (serie) | N.° (temp.) | Título                     | Director            | Guionista(s)               | Primera emisión          | Audiencia (en millones) | 3.36 |
| 14          | 1           | «Fall Out»                 | Stuart Gillard      | Liz Kruger y Craig Shapiro | 25 de junio de 2018      | 3,36                    |      |
| 15          | 2           | «Détente»                  | Ken Fink            | Gavin Jonannsen            | 2 de julio de 2018       | 3,11                    |      |
| 16          | 3           | «Crimes and Punishment»    | Maja Vrvilo         | Mike Werb                  | 9 de julio de 2018       | 2,57                    |      |
| 17          | 4           | «Indivisible»              | Dan Lerner          | Damani Johnson             | 16 de julio de 2018      | 2,53                    |      |
| 18          | 5           | «Write House Down»         | Douglas Aarniokoski | Carolyn Townsend           | 23 de julio de 2018      | 2,57                    |      |
| 19          | 6           | «Let the Chips Fall»       | Greg Prange         | K.D. Davila                | 30 de julio de 2018      | 2,60                    |      |
| 20          | 7           | «The Madness of King Tanz» | Nick Gomez          | Blake Taylor               | 6 de agosto de 2018      | 2,44                    |      |
| 21          | 8           | «Abre Sus Ojos»            | Tessa Blake         | Steven Maeda               | 13 de agosto de 2018     | 2,62                    |      |
| 22          | 9           | «The Manchurian Candidate» | —                   | —                          | 20 de agosto de 2018     | -                       |      |
| 23          | 10          | «Prisoners»                | —                   | —                          | 27 de agosto de 2018     | -                       |      |
| 24          | 11          | «Celebration Day»          | —                   | —                          | 3 de septiembre de 2018  | -                       |      |
| 25          | 12          | «Hail Marry»               | —                   | —                          | 10 de septiembre de 2018 | -                       |      |
| 26          | 13          | «Get Ready»                | —                   | —                          | 17 de septiembre de 2018 | -                       |      |

## Producción
La serie fue originalmente anunciada estarse desarrollando en septiembre de 2013, pero recibe la orden en octubre de 2016 siendo producido por Alex Kurtzman con Secret Hideout y CBS Television Studios.
El rodaje tuvo lugar en Toronto, Canadá, desde el 16 de febrero al 21 de julio de 2017. Para su segunda temporada se trasladó a Vancouver, British Columbia.

## Recepción
En Rotten Tomatoes, la serie tiene una calificación de aprobación del 56%, basada en 16 opiniones. En Metacritic, la serie tiene una puntuación de 46 de 100, basada en 16 críticos, indicando "críticas mixtas".